# 265 (số)
265 (hai trăm sáu mươi lăm) là một số tự nhiên ngay sau 264 và ngay trước 266.